# Championnat du Sri Lanka de football 2017-2018
Navigation
Saison précédente Saison suivante
La saison 2017-2018 du Championnat du Sri Lanka de football est la trente-troisième édition du championnat national de première division au Sri Lanka. Les dix-huit clubs engagés sont regroupés au sein d'une poule unique où ils s'affrontent une fois. En fin de saison, les deux derniers du classement sont relégués et remplacés par les deux meilleures formations de deuxième division.
C'est le Colombo Football Club, double tenant du titre, qui remporte à nouveau la compétition, après avoir terminé en tête du classement final, ne devançant Renown Sports Club qu'à la faveur d'une meilleure différence de buts. C'est le troisième titre de champion du Sri Lanka de l'histoire du club.

## Les clubs participants
- Saunders Sports Club
- Renown Sports Club
- Air Force Sports Club
- Navy SC
- Army SC
- Police SC
- Java Lane SC
- New Youngs SC
- Blue Star Sport Club
- Negombo Youth Sports Club
- Upcountry Lions
- Solid Sports Club
- Matara City SC
- Crystal Palace SC
- Super Sun SC
- Colombo Football Club
- Moragasmulla SC - Promu de Premier League
- Pelicans SC - Promu de Premier League

## Compétition

### Classement
Le classement est établi sur le barème de points classique (victoire à 3 points, match nul à 1, défaite à 0).
| Rang | Équipe                    | Pts | J  | G  | N | P  | Bp | Bc | Diff |
| ---- | ------------------------- | --- | -- | -- | - | -- | -- | -- | ---- |
| 1    | Colombo Football ClubT    | 40  | 17 | 12 | 4 | 1  | 46 | 11 | +35  |
| 2    | Renown Sports Club        | 40  | 17 | 12 | 4 | 1  | 44 | 18 | +26  |
| 3    | New Youngs SC             | 32  | 17 | 9  | 5 | 3  | 33 | 15 | +18  |
| 4    | Super Sun SC              | 31  | 17 | 9  | 4 | 4  | 27 | 17 | +10  |
| 5    | Pelicans SCP              | 29  | 17 | 8  | 5 | 4  | 24 | 16 | +8   |
| 6    | Air Force Sports Club     | 28  | 17 | 7  | 7 | 3  | 24 | 14 | +10  |
| 7    | Matara City SC            | 27  | 17 | 7  | 6 | 4  | 28 | 17 | +11  |
| 8    | Solid Sports Club         | 23  | 17 | 6  | 5 | 6  | 26 | 28 | -2   |
| 9    | Army SC                   | 22  | 17 | 6  | 4 | 7  | 26 | 17 | +9   |
| 10   | Saunders Sports Club      | 22  | 17 | 5  | 7 | 5  | 21 | 23 | -2   |
| 11   | Navy SC                   | 20  | 17 | 6  | 2 | 9  | 23 | 26 | -3   |
| 12   | Upcountry Lions           | 20  | 17 | 6  | 2 | 9  | 36 | 51 | -15  |
| 13   | Blue Star Sport Club      | 18  | 17 | 4  | 6 | 7  | 18 | 27 | -9   |
| 14   | Java Lane SC              | 17  | 17 | 4  | 5 | 8  | 19 | 30 | -11  |
| 15   | Negombo Youth Sports Club | 17  | 17 | 5  | 2 | 10 | 24 | 41 | -17  |
| 16   | Crystal Palace SC         | 16  | 17 | 4  | 4 | 9  | 23 | 39 | -16  |
| 17   | Police SC                 | 13  | 17 | 4  | 1 | 12 | 18 | 41 | -23  |
| 18   | Moragasmulla SCP          | 6   | 17 | 1  | 3 | 13 | 19 | 48 | -29  |

|  | Qualification pour la Coupe de l'AFC 2019       |
|  | Relégation en deuxième division                 |
|  | T : Tenant du titre P : Promu de Premier League |

## Bilan de la saison
| Championnat du Sri Lanka de football 2017-2018 |                                  |
| Champion                                       | Colombo Football Club (3e titre) |
| Qualifications continentales                   |                                  |
| Ligue des champions de l'AFC 2019              | Aucun                            |
| Coupe de l'AFC 2019                            | Colombo Football Club            |
| Promotions et relégations                      |                                  |
| Promus en Bristol League                       | Red Stars SC                     |
| Promus en Bristol League                       | Ratnam Sports Club               |
| Relégués en Premier League                     | Police SC                        |
| Relégués en Premier League                     | Moragasmulla SC                  |